# Lithodora fruticosa
La carrasquilla arbustiva (Lithodora fruticosa) es una planta arbustiva, perenne, de múltiples ramas leñosas y áspera al tacto. También es conocida con los nombres de anguina, asperones, hierba de la sangre o hierba de las siete sangrías. 

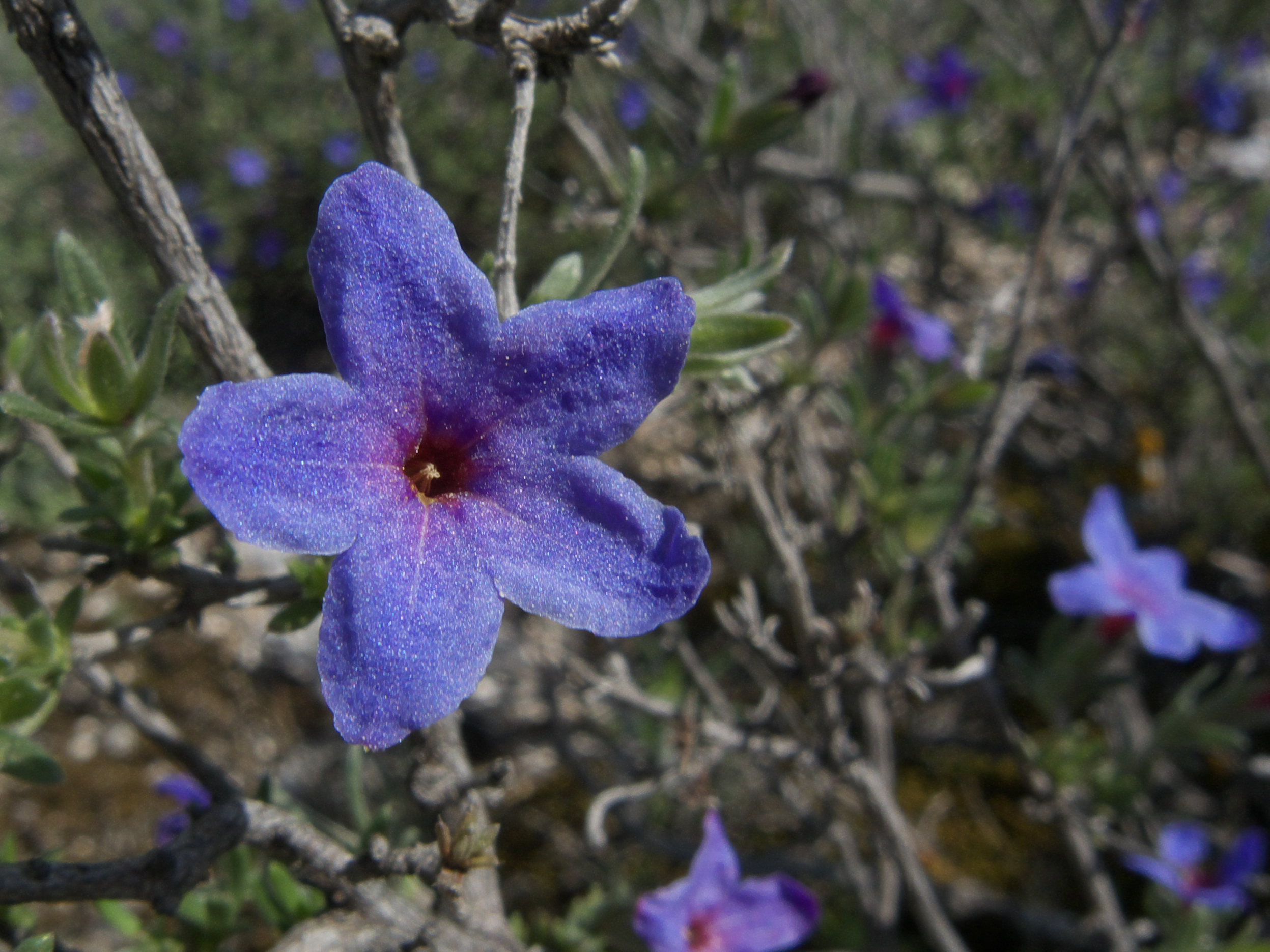
Detalle de la flor

## Descripción
Los tallos jóvenes son rectos y recubiertos de pelos blanquecinos mientras que los viejos tienen una corteza gris que puede desprenderse. Las hojas son pilosas, alternas y con bordes curvos, perennes, lineares, sésiles, híspidas y con el envés tuberculada.. Las flores tiene un color azul intenso, con el cáliz piloso y unos 15 mm de longitud, en cimas cortas y foliosas, dispuestas en grupos terminales. Perianto pentámero, 5 estambres y fruto seco dividido externamente en 4 mericarpos estriados blancuzcos.

## Distribución y hábitat
Distribución mediterránea occidental. Forma parte de matorrales seriales mediterráneos secos y heliófilos, desarrollados sobre suelos poco evolucionados originados a partir de materiales calcáreos o margoso-calcáreos, entre el nivel del mar y 1750 m.

## Taxonomía
Lithodora fruticosa fue descrita por (L.) Griseb. y publicado en Spic. Fl. Rumel. 2: 85, 531 (1846)
Citología
Número de cromosomas de Lithodora fruticosa (Fam. Boraginaceae) y táxones infraespecíficos: n=18. n=18, 19, 20
Sinonimia
- Lithospermum fruticosum L.	[3]

## Nombre común
- Castellano: anguina, aserrones, asperilla, asperillo, asperoncillo, asperones, asperón, asprilla, bocheta, chupamieles, gayuba, herba de las set sangrías, hierba de la sange, hierba de la sangre, hierba de las 7 sangrías, hierba de las siete sangres, hierba de las siete sangrías, hierba de siete sangrías, hierba la sangre, hierba la sangre basta, hierba sangre, mata de la sangre, rascaviejas, romero de la sangre, romero de las 7 sangres, sanguinaria, siete sandías, siete sangrías, tomillo asperón, tomillo de la sangre, tomillo de las siete sangrías, tomillo rascaviejas, uva de oso, uvas de oso, yerba de la sangre, yerba de las siete sangrías, yerba la sangre, zamarrilla.[4]